# Валютні цінності
Валю́тні ці́нності — родове поняття, що охоплює наступні речі:
а) національна валюта — грошові знаки у вигляді банкнотів, казначейських білетів, монет та в інших формах, що перебувають в обігу та є законним платіжним засобом на території держави, а також вилучені з обігу або такі, що вилучаються з нього, але підлягають обмінові на грошові знаки, які перебувають в обігу;
б) іноземна валюта — іноземні грошові знаки у вигляді банкнотів, казначейських білетів, монет, що перебувають в обігу та є законним платіжним засобом на території відповідної іноземної держави, а також вилучені з обігу або такі, що вилучаються з нього, але підлягають обмінові на грошові знаки, які перебувають в обігу;
в) платіжні документи та цінні папери (акції, облігації, купони до них, векселі (тратти), боргові розписки, акредитиви, чеки, банківські накази, депозитні сертифікати, інші фінансові та банківські документи), виражені у валюті України, в іноземній валюті або банківських металах;
г) банківські метали — золото, срібло, платина, метали платинової групи, доведені (афіновані) до найвищих проб відповідно до світових стандартів, у зливках і порошках, що мають сертифікат якості, а також монети, вироблені з дорогоцінних металів.